# Diószegi András
Diószegi András (Békéscsaba, 1929. április 12. – Zalaegerszeg, 1979. április 20.) magyar irodalomtörténész, kritikus.

## Életpályája
A középiskolai tanulmányait szülővárosában, illetve Szolnokon és Nagyváradon végezte el. A József Attila Tudományegyetem Bölcsészettudományi Karán tanult. 1951–1952-ben Tatabányán tanított. 1952-től az Új Hang, 1953–1956 között a Szabad Nép szerkesztője volt. 1957–1979 között a Magyar Tudományos Akadémia Irodalomtudományi Intézetének munkatársa volt. 1958–1962 között a Kortárs folyóirat kritikai rovatát vezette. 1963–1971 között a Kritika folyóirat felelős szerkesztője volt.

## Művei
- Gábor Andor: Irodalmi tanulmányok (sajtó alá rendezte, 1957)
- Gábor Andor: Ahogy én látom (tárcák, 1958)
- Gábor Andor: Pesti sirámok (tárcák, 1958)
- Gábor Andor: Színművek (1959)
- Gábor Andor: Véres augusztus. Válogatott politikai cikkek 1920-1926 (1959)
- Gábor Andor: Berlini levelek (1960)
- Gábor Andor: Doktor Senki (regény, elbeszélés, 1961)
- Gábor Andor válogatott művei (1961)
- Gábor Andor: Tarka rímek (1962)
- A fölösleges ördög. Századvégi humoros dekameron I-II. (válogatta, 1962)
- A századforduló magyar novellája (1962)
- Gábor Andor: Igen, kollégáim (publicisztikai írások, 1964)
- Gábor Andor (kismonográfia, 1966)
- Illés Béla alkotásai és vallomásai tükrében (kismonográfia, 1966)
- Gábor Andor: Erélyes elégia (1967)
- Megmozdult világban (tanulmánygyűjtemény, 1967)
- Márciusi nap. Magyar írók és költők a Tanácsköztársaságról (1969)

## Díjai, elismerései
- VIT-díj (1955)
- Szocialista Munkáért Érdemérem (1956)
- Gábor Andor-díj (1962)
- Akadémiai Jutalom (1964)
- Az irodalomtudományok kandidátusa (1969)
- A Munka Érdemrend ezüst fokozata (1970, 1972)